# Шкапин, Михаэла
Михаэла Йожевна Шкапин (серб. Михаела Јожета Шкапин, словен. Mihaela Jožeta Škapin), в среде партизан известна как Дрина (серб. Дрина, словен. Drina; 29 сентября 1922, Велико-Поле-при-Сежане — 15 ноября 1943, Жировский холм) — югославская словенская поэтесса, партизанка Народно-освободительной войны Югославии, Народный герой Югославии.

## Биография
Родилась 29 сентября 1922 в Велики-Поле-при-Сежане в семье крестьян. Окончила начальную школу в Поднаносе, продолжала обучение на различных курсах, в 1940 году перебралась в Любляну. Там устроилась работать поваром, в свободное время занималось физкультурой в Сокольском движении. Летом 1941 года сбежала из города, спасаясь от итальянских фашистов, некоторое время помогала семье работать в поле.
Осенью 1941 года Михаэла вступила в партизанское движение, а её дом стал штаб-квартирой для партизанского движения (3 марта 1943 он был сожжён, а отец Михаэлы был убит при попытке бегства). Михаэла, её сестра, брат и мать вступили в Южноприморский партизанский отряд (ещё один брат Михаэлы уже был партизаном). На основе отряда была создана 17-я словенская бригада имени Симона Грегорчича, которая организовала наступление в Бенешской Словении. Михаэла участвовала в различных боях, став политруком взвода (она вступила тогда в Союз коммунистической молодёжи Югославии).
После прекращения существования 17-й бригады её солдаты и офицеры вошли в 3-ю словенскую ударную бригаду имени Ивана Градника, которая отправилась в Доленьску и Нотраньску. В составе 14-й словенской дивизии она участвовала в разоружении итальянских солдат и белогвардейцев из Словении. Тогда Михаэла занимала должность заместителя политрука роты. После капитуляции Италии 3-я бригада вернулась в Приморье, и Михаэла отправилась в новую 16-ю словенскую бригаду имени Янко Премрла на должность заместителя политрука во 2-й батальон. В то же время в Приморье начали своё наступление немецкие войска.
16-я бригада участвовала в битве за Гореньску против немецких сил, организовывая диверсии и вступая в небольшие схватки: так, стратегически важная деревня Жири была отбита словенцами, став первой освобождённой деревней в Гореньске. Михаэла, участвуя в боях, начала и писать песни: её стихотворенье «Осень» (серб. Јесен) уже после её смерти появилось в журнале «За Војком». В ноябре 1943 года немецкие войска организовали очередное наступление в Гореньске, и 16-я бригада была вынуждена отправиться на Жировскийхолм близ Шкофье-Локе, чтобы защитить освобождённую территорию. 15 ноября 1943 немецкие силы из 134-го гренадерского полка атаковали 2-й батальон бригады. В результате стычки Михаэла погибла.
Указом Иосипа Броза Тито от 4 сентября 1953 ей посмертно было присвоено звание Народного героя.